# Llista de monuments de Campanar (València)
Monuments catalogats com a béns d'interés cultural (BIC) i béns immobles de rellevància local (BRL) del districte de Campanar de València.

## Monuments d'interés cultural
| Monument                                                                     | Prot.? | Estil/època | Localització              | Coordenades                                          | Codi?         | Imatge |
| ---------------------------------------------------------------------------- | ------ | ----------- | ------------------------- | ---------------------------------------------------- | ------------- | --- |
| Església Parroquial de Nostra Senyora de la Misericòrdia (barri de Campanar) | BIC    | Barroc      | València Pl. Església, 11 | 39° 28′ 55″ N, 0° 23′ 49″ O / 39.481942°N,0.396932°O | RI-51-0007235 | Església Parroquial de Nostra Senyora de la Misericòrdia (València) · Vegeu més fotos d'aquest monument · Carregueu una nova foto d'aquest monument |

## Espais etnològics d'interés local
| Monument                                                        | Prot.? | Estil/època  | Localització | Coordenades                                          | Codi?          | Imatge |
| --------------------------------------------------------------- | ------ | ------------ | --- | ---------------------------------------------------- | -------------- | --- |
| Alqueria de Lleonard                                            | BRL    | s.XVI-XVII   | València Partida de Dalt, 40. Campanar                                                                            | 39° 29′ 12″ N, 0° 25′ 04″ O / 39.486583°N,0.417778°O | 46.15.250-E367 | Alqueria de Lleonard (València) · Vegeu més fotos d'aquest monument · Carregueu una nova foto d'aquest monument                                 |
| Alqueria de Puchades                                            | BRL    | s.XV-XIX     | València Camí del Pouet 33. Campanar                                                                              | 39° 28′ 44″ N, 0° 24′ 17″ O / 39.478889°N,0.404653°O | 46.15.250-E450 | Alqueria de Puchades (València) · Vegeu més fotos d'aquest monument · Carregueu una nova foto d'aquest monument                                 |
| Alqueria de Ricós                                               | BRL    | s.XV-XVII    | València C. Alqueria Ricós, 2. Campanar                                                                           | 39° 29′ 02″ N, 0° 24′ 15″ O / 39.483889°N,0.404167°O | 46.15.250-E449 | Alqueria de Ricós (València) · Vegeu més fotos d'aquest monument · Carregueu una nova foto d'aquest monument                                    |
| Alqueria del Tio Nel·lo el Xurro                                | BRL    | s.XVI        | València Partida Pouet 45. Campanar                                                                               | 39° 28′ 45″ N, 0° 24′ 16″ O / 39.479194°N,0.404569°O | 46.15.250-E447 | Alqueria del Tio Nel·lo el Xurro (València) · Vegeu més fotos d'aquest monument · Carregueu una nova foto d'aquest monument                     |
| Alqueria del Rei, Partida del Pouet                             | BRL    | s.XIV-XX     | València Partida del Pouet 52                                                                                     | 39° 28′ 44″ N, 0° 24′ 28″ O / 39.478889°N,0.407778°O | 46.15.250-E448 | Alqueria del Rei (València) · Vegeu més fotos d'aquest monument · Carregueu una nova foto d'aquest monument                                     |
| Assut, comportes i almenara de la Séquia de Rascanya            | BRL    | s.XVII-XVIII | València Al vell llit del Túria                                                                                   | 39° 29′ 15″ N, 0° 25′ 27″ O / 39.487408°N,0.424144°O | 46.15.250-E16  | Assut, comportes i almenara de la Séquia de Rascanya (València) · Vegeu més fotos d'aquest monument · Carregueu una nova foto d'aquest monument |
| Cementeri de Campanar                                           | BRL    | 1881         | València Camí Paterna-Campanar, s/n                                                                               | 39° 29′ 01″ N, 0° 24′ 20″ O / 39.483611°N,0.405556°O | 46.15.250-E167 | Cementeri de Campanar · Vegeu més fotos d'aquest monument · Carregueu una nova foto d'aquest monument                                           |
| Fumeral del molí fariner de Sant Pau                            | BRL    | 1840-1900    | València C. Vall de la Ballestera, 49                                                                             | 39° 28′ 41″ N, 0° 24′ 01″ O / 39.477942°N,0.400194°O | 46.15.250-E412 | Fumeral del molí fariner de Sant Pau (València) · Vegeu més fotos d'aquest monument · Carregueu una nova foto d'aquest monument                 |
| Molí de Llobera, fumeral i retaule ceràmic                      | BRL    | s.XIX        | València Camí Vell de Paterna                                                                                     | 39° 29′ 12″ N, 0° 25′ 06″ O / 39.486572°N,0.418356°O | 46.15.250-E13  | Molí de Llobera (València) · Vegeu més fotos d'aquest monument · Carregueu una nova foto d'aquest monument                                      |
| Molí de Sant Doménec, dels Frares o de Gamir                    | BRL    | s.XIX        | València Camí Vell de Paterna                                                                                     | 39° 29′ 08″ N, 0° 25′ 06″ O / 39.485639°N,0.418356°O | 46.15.250-E10  | Molí de Sant Doménec (València) · Vegeu més fotos d'aquest monument · Carregueu una nova foto d'aquest monument                                 |
| Molí del Sol, València                                          | BRL    | 1880         | València Parc de Capçalera                                                                                        | 39° 28′ 54″ N, 0° 24′ 35″ O / 39.481667°N,0.409722°O | 46.15.250-E17  | Molí del Sol (València) · Vegeu més fotos d'aquest monument · Carregueu una nova foto d'aquest monument                                         |
| Molí Nou o Molí de Saïdia i fumeral                             | BRL    | s.XVII       | València En el llit principal de la séquia de Mestalla, en el encreuament amb el Camí Vell de Paterna a Campanar. | 39° 29′ 26″ N, 0° 25′ 24″ O / 39.490417°N,0.423431°O | 46.15.250-E8   | Molí Nou (València) · Vegeu més fotos d'aquest monument · Carregueu una nova foto d'aquest monument                                             |
| Retaule ceràmic de la Mare de Déu del Remei del Molí de Llobera | BRL    | 1860-1880    | València Partida de Dalt,15                                                                                       | 39° 29′ 12″ N, 0° 25′ 05″ O / 39.486556°N,0.418175°O | 46.15.250-E1   | Retaule ceràmic de la Mare de Déu del Remei del Molí de Llobera · Vegeu més fotos d'aquest monument · Carregueu una nova foto d'aquest monument |

## Nuclis històrics tradicionals
| Monument                   | Prot.? | Estil/època | Localització               | Coordenades                                          | Codi?         | Imatge                                                                                            |
| -------------------------- | ------ | ----------- | -------------------------- | ---------------------------------------------------- | ------------- | ------------------------------------------------------------------------------------------------- |
| Nucli primitiu de Campanar | BRL    |             | València Barri de Campanar | 39° 28′ 59″ N, 0° 23′ 53″ O / 39.483056°N,0.398056°O | 46.15.250-410 | Nucli de Campanar · Vegeu més fotos d'aquest monument · Carregueu una nova foto d'aquest monument |